# Вар (река)
Вар (фр. Var) је река у Француској. Дуга је 114 km. Улива се у Средоземно море. 